# إم إس سي ميرافيليا
ام اس سي ميرافيليا هي سفينة سياحية والتي تملكها وتديرها ام اس سي للرحلات البحرية، يمكنها استيعاب 4500 راكبًا، ويبلغ عدد طاقمها حوالي 1500 فردًا.
ام اس سي ميرافيليا ومثيلتها من نفس الفئة ام اس سي بيليسيما. تشكلان أسطول ام اس سي ضمن الفئة التي تطلق عليها اسم ميرافيليا، بدأت أعمال بناءها في 20 أبريل 2014 في أحواض شركة شانتيي دو لاتلونتيك في فرنسا. لتحتوي على 2217 قمرة و 1,418 شرفة.